# Sástago
Sástago est une commune d’Espagne, dans la province de Saragosse, communauté autonome d'Aragon comarque de Ribera Baja del Ebro.

## Géographie
Sástago est située à 65 kilomètres de Saragosse, dans le bassin de l'Ebre, à une altitude de 153 mètres. La température moyenne est de 15,2 °C. Son climat est semi-aride, froid et sec.

## Histoire
La ville et son château ont été repris par Alphonse Ier le Batailleur en 1133 aux Arabes qui les avait transmis à Don Artal Alagon, lieutenant du roi. Sous l'occupation par les Arabes jusqu'au XVIIe siècle, les habitants ont travaillé le verre. Le système d'arrosage et les moulins à foulon, à farine et à huile datent également de cette époque.
Les armoiries de Sástago sont composées d'un bouclier d'argent et de six médaillons.
Des fêtes sont organisées chaque année du 14 au 18 août en commémoration de la Vierge de Motleer et San Roque. Un pèlerinage a lieu le 25 avril au sanctuaire de Motleer.

## Démographie
La population de la commune était de 1115 habitants en 2009.

## Économie
L'agriculture est composée surtout de céréales et de fourrages. On trouve également des salines aux alentours de la commune.

## Lieux et monuments
- L'Église Notre Dame du Pilar du XVIIe siècle, de style baroque. Elle avait été pillée lors de la guerre civile espagnole.
- Le Monastère de Notre-Dame de Rueda, réputé pour son albâtre, a été construit en 1202 par les moines de l'ordre cistercien à qui le roi d'Aragon Alphonse II avait donné des terres pour s'installer[2], est devenu un hôtel.

## Personnalités
Le maire de la commune est José María Calvo Sariñena.